# Стационе ф.Ц. Кава Манара (Павија)
Стационе ф.Ц. Кава Манара је насеље у Италији у округу Павија, региону Ломбардија.
Према процени из 2011. у насељу је живело 4 становника. Насеље се налази на надморској висини од 66 м.